# Clădirea fostei școli de pe str. Alexei Șciusev, 31 (Chișinău)
Clădirea fostei școli de pe str. Alexei Șciusev, 31 este o clădire amplasată pe str. A. Șciusev, 31 în Chișinău, Republica Moldova. Este un monument istoric și arhitectural de importanță națională inclus în Registrul monumentelor Republicii Moldova ocrotite de stat cu nr. 216 (municipiul Chișinău). Datează din 1913-1917.